# Исчезновение Boeing 707 над Тихим океаном
Исчезновение Boeing 707 над Тихим океаном — авиационное происшествие, произошедшее 30 января 1979 года. Авиалайнер Boeing 707-323C авиакомпании VARIG выполнял грузовой рейс RG-967 по маршруту Токио—Лос-Анджелес—Рио-де-Жанейро, но через 30 минут после взлёта исчез над Тихим океаном. На его борту находились 6 членов экипажа.
Несмотря на обширные поиски, не удалось найти никаких следов самолёта либо признаков его падения.
Этот инцидент считается одним из самых загадочных случаев в истории авиации.

## Самолёт
Boeing 707-323C (регистрационный номер PP-VLU, заводской 19235, серийный 519) был выпущен компанией «The Boeing Company» в 1966 году и 26 августа совершил свой первый полёт. Изначально авиалайнер 31 августа 1966 года приобрела авиакомпания American Airlines, в которой он получил бортовой номер N7562A. 1 марта 1974 года его приобрела бразильская авиакомпания VARIG, в связи с чем его бортовой номер сменился на PP-VLU. Оснащён четырьмя турбореактивными двигателями модели Pratt & Whitney JT3D-3B, которые развивали суммарную силу тяги 32,66 тонны.

## Экипаж
Самолётом управляли два экипажа — основной и сменный.
Основной экипаж:
- Командир воздушного судна (КВС) — 55-летний Жилберту Араужу да Силва (порт.-браз. Gilberto Araujo Da Silva), известный как один из немногих выживших в катастрофе рейса RG-820 под Парижем 11 июля 1973 года. На день исчезновения налетал свыше 23 000 часов.
- Второй пилот — 39-летний Антониу Бразилейру да Силва Нету (порт.-браз. Antônio Brasileiro da Silva Neto).
- Бортинженер — 40-летний Никола Эспозиту (порт.-браз. Nicola Espósito).

Сменный экипаж:
- Командир воздушного судна (КВС) — 45-летний Эрни Пейшоту Миллиус (порт.-браз. Erny Peixoto Myllius).
- Второй пилот — 37-летний Эван Брага Саундерс (порт.-браз. Evan Braga Saunders).
- Бортинженер — 42-летний Северину Гусман Араужу (порт.-браз. Severino Gusmão Araújo).

## Происшествие
Boeing 707-323C борт PP-VLU предстояло перевезти необычный груз — 153 картины известного японско-бразильского художника Манабу Мабе общей оценочной стоимостью 1 240 000 $. Также, по некоторым данным, в самолёт был загружен промышленный груз, из-за чего взлётная масса оказалась близка к максимальной — 151 тонна.
Полёт до Лос-Анджелеса имел протяжённость 8773 километра, после чего предстояла дозаправка и смена экипажа. В Токио в это время стоял туман, а небо покрывали облака, но экипаж принял решение о взлёте. В 20:23 рейс RG-967 вылетел из Токио, а через 22 минуты, в 20:45, командир доложил, что полёт проходит в нормальном режиме. Следующий сеанс связи должен был состояться в 21:23, однако в назначенное время экипаж на связь уже не вышел и на многократные вызовы авиадиспетчера не отвечал. После часа безуспешных попыток установить связь с рейсом 967 диспетчер дал сигнал тревоги.

## Поиски
После объявления сигнала тревоги были начаты поиски самолёта, но из-за наступления темноты их вскоре прервали на 12 часов. Утром 31 января поисковые работы возобновились. Всего было задействовано порядка 70 судов Японии и США, а поисковые работы велись в течение 8 дней, но никаких следов авиалайнера не было обнаружено. Не было найдено даже масляных пятен от авиатоплива или каких-нибудь плавающих обломков.
В истории гражданской авиации этот случай считается одним из самых загадочных: и ранее были случаи, когда самолёты исчезали, но, как правило, либо их обломки впоследствии находили, либо экипаж успевал предупредить о нештатной ситуации.
Редкая особенность данного происшествия заключается также в том, что командир Жилберту Араужу да Силва участвовал в двух полетах, 
завершившихся авиакатастрофами.

## Версии
Существуют различные версии того, что произошло с рейсом RG-967:
1. Произошла медленная разгерметизация самолёта, в результате чего экипаж потерял сознание. Находясь под управлением автопилота, «Боинг» продолжал полёт на заданном направлении, пока после выработки авиатоплива не упал ориентировочно где-то на территории Аляски, на большом удалении от районов поисков, а потому не был обнаружен (по аналогии с катастрофой кипрского Boeing 737 в 2005 году). Является самой популярной версией[4][6][8].
2. Атака коллекционеров, охотившихся за картинами Манабу Мабе. Но против этой версии говорит тот факт, что за всё время с момента исчезновения лайнера ни одна из «украденных» картин не всплыла в чьей-либо коллекции[8].
3. Самолёт по каким-то причинам (из-за навигационной ошибки либо по принуждению) оказался над советской территорией, где был сбит либо совершил аварийную посадку, при этом погиб или был убит экипаж (по аналогии с южнокорейским Boeing 707 за год до этого)[6].
4. Рейс 967 был преднамеренно сбит в нейтральных водах советскими истребителями, так как (предположительно) перевозил либо части МиГ-25, который в 1976 году перегнал в Японию советский лётчик-перебежчик Виктор Беленко, либо коды советской системы «Свой-чужой»[4]. При этом необходимо отметить факт, что угнанный МиГ-25 был возвращён в СССР в том же 1976 году.